# ラリー・ウィリアムズ (ジャズ・ミュージシャン)
ラリー・ウィリアムズ（Larry Williams）は、アメリカのキーボード、サックス、フルート等を演奏するマルチ奏者で、編曲家、セッション・ミュージシャン。ジャズ・フュージョン界ほか、ポップ、R&B界など幅広い分野にて活躍している。

## バイオグラフィ
ジェリー・ヘイ、キム・ハッチクロフト、ビル・ライヒェンバッハとともにハワイ出身のフュージョン・バンド、シーウィンドにて表舞台に出る。以後、アメリカ本国や日本国内等において、多くのセッションをこなす。彼らによる音は「シーウィンド・ホーンズ」とも呼ばれる。
シーウィンドが解散して以後もジェリー・ヘイらと共にセッションしているが、ソロとしてもアレンジ業を行っている。
長い間、ソロ作を出していなかったが、2001年にソニーより、初のソロ・アルバム『The Beautiful Struggle』を発表。

## ディスコグラフィ

### 参加アルバム
- 浜田省吾
  - 『Home Bound』
- 松任谷由実
  - 『Delight Slight Light KISS』[1]
  - 『LOVE WARS』[2]
  - 『TEARS AND REASONS』[3]